# André Dufour
Pour les articles homonymes, voir Dufour.
André Dufour, né le 13 août 1909 à Paris et mort le 11 novembre 1995 à La Tronche, est un homme politique français.

## Biographie
André Dufour naît dans une famille modeste, son père était ouvrier du livre et sa mère travaillait dans l'industrie textile. Sa famille quitte Paris en 1917 pour aller habiter à Lyon. La même année, il perd son père qui meurt dans un accident de noyade.
Il obtient son certificat d'études primaires en 1922, et travaille en parallèle comme garçon de courses pour suivre de 1923 à 1930 des cours du soir pour devenir aide-comptable. En 1930, le jeune André Dufour satisfait à Gap aux obligations militaires dans les Chasseurs alpins. Il a alors un grave accident pulmonaire qui le fait réformer et l'oblige à vivre non loin de Megève et du Plateau d'Assy.
Il devient le trésorier d’un comité local du Front populaire en 1936. Quelque temps après les législatives, il décide de partir habiter à Grenoble et d'adhérer au PCF. Il connaît une ascension fulgurante dans le parti : il est administrateur du Travailleur alpin en 1936, devient membre du bureau régional en 1937 puis trésorier régional en 1938 et assure le secrétariat du syndicat du bâtiment de l'Isère en 1939. André Dufour approuve le Pacte germano-soviétique signé à Moscou au Kremlin de Moscou par les ministres des Affaires étrangères allemand, Joachim von Ribbentrop, assisté de son adjoint Richard Schulze-Kossens et soviétique, Viatcheslav Molotov, en présence de Joseph Staline. tout en affirmant la nécessité de lutter contre le nazisme.
Il passa dans la clandestinité, mis à la disposition de la délégation du Comité central en zone sud sous le pseudonyme d’Olivier.
André Dufour est l'un des trois responsables locaux de la section du PCF clandestin, puis plus tard par celui de Pierre Flaureau, alias Pel. En mai 1941, ce dernier fonde avec André Dufour à Grenoble le Front national (Résistance).
Il effectue des missions Lyon, Marseille et Montpellier, en 1943 à 1944 nommé secrétaire régional du PC dans le Gard.
Affecté en Dordogne comme secrétaire régional il sera adjoint de Édouard Valéry. Il fait partie de ceux qui transmettent au vice-amiral Charles Platon partisan à la collaboration Pétain-Adolf Hitler ministre des colonies dans le gouvernement de Pierre Laval
sa sentence de mort avec Yves Péron ou André Urbanovitch dit double-mètre pour sa haute taille 
le 28 août 1944. La compagne de Édouard Valéry, Solange Sanfourche, fut résistante et délivra des courriers à André Dufour. La guerre finie, il est de retour en Isère. 
Le 25 janvier 1952, le résistant qu'il a été dépose une demande d'interpellation sur la restitution totale de ses biens au journal Le Petit Dauphinois qu'il présente comme ayant collaboré avec le Régime de Vichy qui avait à sa tête le maréchal Philippe Pétain, secondé par le chef du gouvernement François Darlan et Pierre Laval. Le 2 décembre de la même année, il proteste contre la décision prise de ne pas accorder la carte de déporté et interné de la Résistance aux victimes de la répression de la manifestation patriotique qui avait eu lieu à Grenoble le 11 novembre 1943.
Joanny Berlioz, et André Dufour seront les premiers députés communistes en Isère. Celui-ci sera réélu jusqu'en 1958, rejoint en 1946 par Paul Billat et en 1951 par Élise Grappe, la 1ère et, pendant longtemps, la seule femme élue député dans le département. C'est l'apogée du parti sous la Quatrième République (France).
Il s'oppose au retour au pouvoir du général Charles de Gaulle, et ne lui accorde pas la confiance le 1er juin 1958 dans un contexte insurrectionnel lié à l'instabilité gouvernementale pendant la guerre d'Algérie. Il sera élu député de 1945 à 1958. Il fut conseiller municipal de Grenoble de juin 1945 à janvier 1959, deuxième adjoint au maire de 1945 à 1947 sous le mandat du maire SFIO, Léon Martin.

## Détail des fonctions et des mandats
Mandats locaux
- juin 1945 - janvier 1959 : Conseiller municipal de Grenoble
- 1945 - 1947 : 2e adjoint au maire de Grenoble

Mandats parlementaires
- 21 octobre 1945 - 10 juin 1946 : Député de l'Isère
- 2 juin 1946 - 27 novembre 1946 : Député de l'Isère
- 10 novembre 1946 - 4 juillet 1951 : Député de l'Isère
- 17 juin 1951 - 1er décembre 1955 : Député de l'Isère
- 2 janvier 1956 - 8 décembre 1958 : Député de l'Isère